# Варшавер, Марк Борисович
Марк Бори́сович Варшаве́р (род. 11 марта 1947, Москва, СССР) — советский театральный актёр, с 1979 года — на административной работе; заслуженный деятель искусств РФ (2001), заслуженный работник культуры РФ (1993). С 1986 года — директор-распорядитель театра «Ленком», с 2019 года — директор с расширенными полномочиями, с января 2025 года — президент Московского государственного театра «Ленком Марка Захарова».

## Биография
Родился 11 марта 1947 года в Москве.
В 1969 году окончил Горьковское театральное училище (мастер курса В. C. Соколоверов). В дополнение к актёрскому образованию получил ещё и музыкальное (окончил музыкальное училище по классу фортепиано).
В 1972—1979 годах служил в Московском областном драматическом театре, где играл ведущие роли.
В 1979 году начал работать главным администратором в Московском театре Ленком. Одновременно, совмещая эту должность с обучением, в 1986 году окончил факультет экономики и организации театрального дела ГИТИС (специальность «Экономист-театровед»).
В 1986 году получил назначение на должность директора-распорядителя Ленкома.
В 2019 году, после смерти художественного руководителя Марка Захарова, в соответствии с указом мэра Москвы Сергея Собянина был назначен директором с расширенными полномочиями, который одновременно являлся художественным руководителем театра (вплоть до 2022 года, когда была введена должность главного режиссёра, на которую был назначен Алексей Франдетти).
Марк Борисович Варшавер стоял во главе легендарных проектов Ленкома: «Поминальная молитва», «Шут Балакирев», «Варвар и еретик», «Мудрец», «Безумный день, или Женитьба Фигаро», «Плач палача», «Ва-банк», «Тартюф», «Вишнёвый сад», «Женитьба», «Укрощение укротителей», «Tout payé, или Всё оплачено», «Пролетая над гнездом кукушки» («Затмение») и многих других.
23 января 2025 года назначен президентом Московского государственного театра «Ленком Марка Захарова».

## Фильмография
- 1972 — Надежда — Пётр Струве
- 1973 — Моя судьба — физик Олег Морозов

## Награды и звания
- Орден «За заслуги перед Отечеством» II степени (11 марта 2022 года) — за большой вклад в развитие отечественной культуры и искусства, многолетнюю плодотворную деятельность[11][12]
- Почётная грамота Московской городской Думы (15 февраля 2017 года) — за заслуги перед городским сообществом и в связи с юбилеем[13].
- Театральная премия «Хрустальная Турандот» — «за долголетнее и доблестное служение театру» (2016 год)[4]
- Орден Александра Невского (26 декабря 2016 года) — за заслуги в развитии отечественной культуры и искусства, многолетнюю плодотворную деятельность[14].
- Орден «За заслуги перед Отечеством» III степени (17 января 2012 года) — за большой вклад в развитие отечественной культуры и многолетнюю плодотворную деятельность[15]
- Орден «За заслуги перед Отечеством» IV степени (8 марта 2007 года) — за большой вклад в развитие театрального искусства и многолетнюю плодотворную деятельность[16]
- Заслуженный деятель искусств Российской Федерации (6 июня 2001 года) — за заслуги в области искусства[17]
- Орден Дружбы (30 мая 1997 года) — за заслуги перед государством, большой вклад в укрепление дружбы и сотрудничества между народами, многолетнюю плодотворную деятельность в области культуры и искусства[18]
- Заслуженный работник культуры Российской Федерации (13 мая 1993 года) — за заслуги в области культуры и многолетнюю плодотворную работу[19]